# Skelly Field at H.A. Chapman Stadium
 (mars 2025).
Si vous disposez d'ouvrages ou d'articles de référence ou si vous connaissez des sites web de qualité traitant du thème abordé ici, merci de compléter l'article en donnant les références utiles à sa vérifiabilité et en les liant à la section « Notes et références ».
Le Skelly Field at H.A. Chapman Stadium ou Chapman Stadium est un stade de football américain situé à Tulsa dans l'Oklahoma.